# 2 Pułk Piechoty (Imperium Rosyjskie)

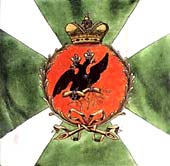
Sztandar 2 Sofijskiego pp

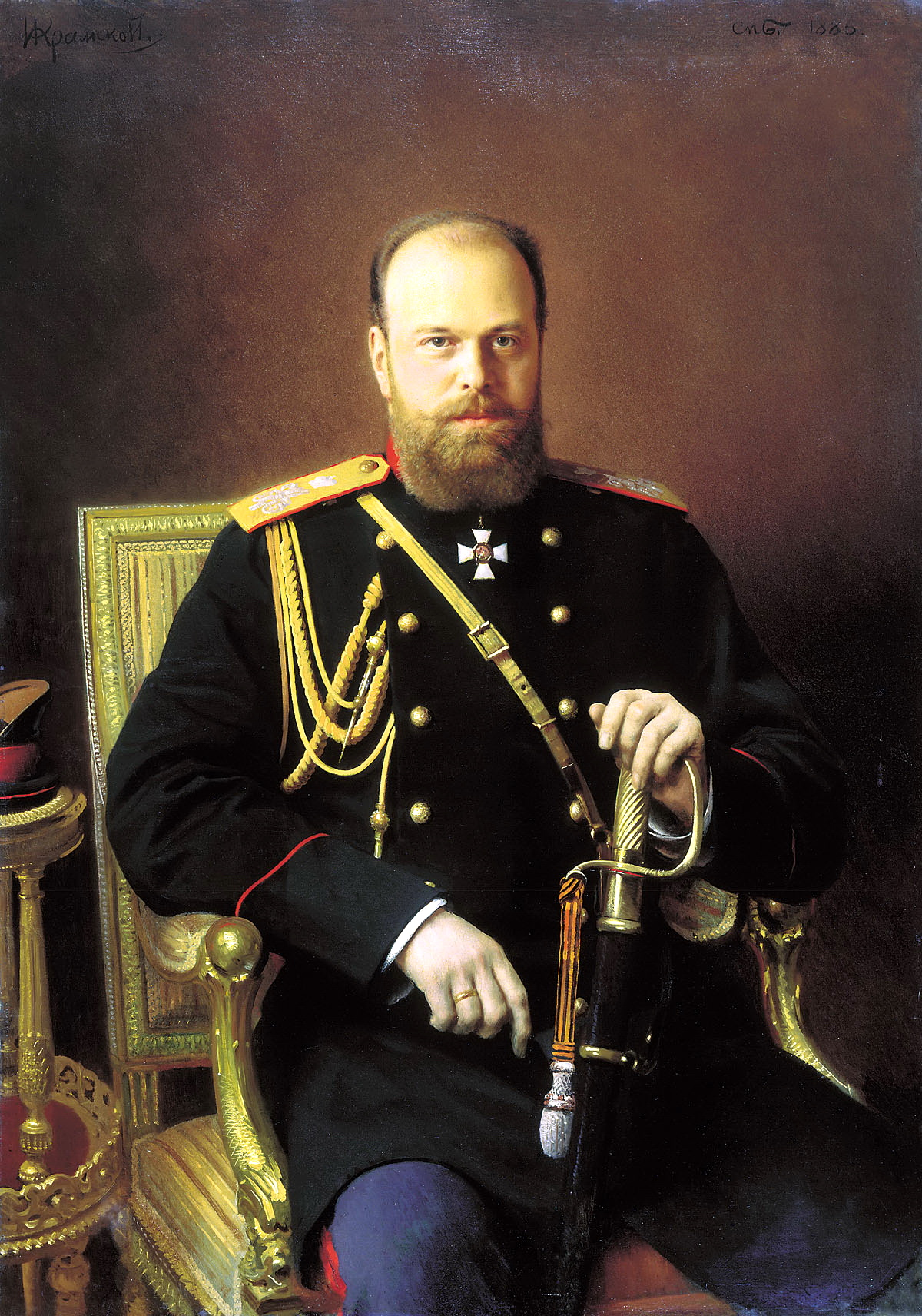
Aleksander III Romanow – patron 2 Sofijskiego pp

2 Sofijski Pułk Piechoty Cesarza Aleksandra III (ros. 2-й пехотный Софийский Императора Александра III полк) – oddział piechoty okresu Imperium Rosyjskiego

## Charakterystyka
Sformowany 17 stycznia 1811 za panowania cara Aleksandra I Romanowa. Stacjonował między innymi w Pińsku, Moskwie i Smoleńsku. Wziął udział w działaniach zbrojnych epoki napoleońskiej.  Nosił nazwy: Sofijski pp (1811–1833), Sofijski morski pp (1833–1856).

 W przededniu I wojny światowej pułk etatowo posiadał cztery bataliony po cztery kompanie oraz kompanię tyłową. Kompania piechoty czasu wojny liczyła około 240 żołnierzy i 4–5 oficerów. Na szczeblu pułku występował także pododdział karabinów maszynowych (8 km), łączności (w tym 14 konnych gońców i 21 telefonistów) i zwiadowczy (64 zwiadowców, w tym 4 kolarzy). W sumie pułk liczył około 4000 żołnierzy.

W  lipcu 1914, na bazie zalążków wydzielonych z pułku, w ramach 2 fali mobilizacyjnej, sformowany został rezerwowy 222 Kraśniński pułk piechoty.

2 pułk piechoty rozformowany został w 1918.

## Podporządkowanie
Lipiec 1914:
- 13 Korpus Armijny – Smoleńsk[9]
  - 1 Dywizja Piechoty – Smoleńsk
    - 1 Brygada Piechoty – Smoleńsk
      - 2 Sofijski pułk piechoty – Smoleńsk[10]